# Saint-Méen
Saint-Méen (en bretó Sant-Neven) és un municipi francès, situat a la regió de Bretanya, al departament de Finisterre. L'any 2006 tenia 546 habitants. El consell municipal ha aprovat la carta Ya d'ar brezhoneg.

## Demografia
| 1962                                       | 1968 | 1975 | 1982 | 1990 | 1999 |
| ------------------------------------------ | ---- | ---- | ---- | ---- | ---- |
| 589                                        | 537  | 482  | 446  | 535  | 533  |
| Des de 1962: població sense dobles comptes |      |      |      |      |      |

## Administració
| Període | Identitat        | Partit |
| ------- | ---------------- | ------ |
| 2001-   | Jean-Yves Salaun |        |